# Цао Юньдин
Цао Юньдин (кит. 曹赟定; 22 ноября 1989, Шанхай, КНР) — китайский футболист, атакующий полузащитник, правый вингер. В настоящее время выступает за клуб Суперлиги Китая «Шанхай Шэньхуа».

## Клубная карьера
Цао Юньдин начал футбольную карьеру в Академии Гэньбао в 2000 года, в 2006 попал в состав футбольного клуба «Шанхай Ист Эйша». Дебютный гол забил 20 августа 2006 года против «Ухань Яци», а его команда победила со счётом 4—1. Цао стал основным игроком команды, а затем с клубом выиграл вторую лигу и в сезоне 2007 года дебютировал в Первой лиге Китая. В сезоне 2009 года клуб начал рассматриваться как кандидат на повышение в классе, а Цао провёл за клуб 22 матча, забил два гола, в итоге «Шанхай» финишировал на четвёртом месте и не смог попасть в Суперлигу. В сезоне 2010 года вновь выходил в 20 матчах, забил два гола, в клуб вновь занял четвёртое место в дивизионе.
12 февраля 2011 года Цао перешёл в клуб Суперлиги «Шанхай Шэньхуа». Дебютировал в составе новой команды 2 марта 2011 года в матче Лиги чемпионов АФК 2011 против японского клуба «Касима Антлерс», который закончился вничью 0—0. Забил первый гол за новый клуб 21 сентября 2011 года, я команда со счётом 1—0 обыграла «Яньбянь Чанбайху» в рамка розыгрыша национального кубка сезона 2011 года. 24 сентября 2011 года забил первый гол в чемпионате, а его команда проиграла со счётом 3—2 «Цзянсу Сайнти». 19 ноября 2017 года подписал с клубом новый пятилетний контракт.

## Международная карьера
Цао дебютировал за национальную сборную Китая 25 ноября 2016 года в матче против сборной Катара, который завершился ничьей 0:0.

## Достижения

### Клубные
«Шанхай Ист Эйша»
- Победитель второй лиги: 2007

«Шанхай Шэньхуа»
- Обладатель Кубка Китая (3): 2017, 2019, 2023

### Индивидуальные
- Самый ценный игрок Кубка Китая: 2017